# Rechta algéroise
La rechta algéroise ou rechta dzirïa est une spécialité de la gastronomie algéroise. Elle est constituée à partir de rechta — variété de nouilles — et de sauce blanche parfumée à la cannelle.

## Préparation
Les ingrédients principaux de la rechta algéroise, nécessaires à sa préparation sont la rechta proprement dite (les nouilles), de la viande, du poulet, des pois chiches, des navet,, des courgette,.

## Consommation
La rechta, en tant que spécialité de la gastronomie algéroise,, est souvent consommée durant l'aïd el-fitr, ainsi que lors des fêtes religieuses, telles que le mawlid ou l'achoura ou lors des fêtes familiales : baptêmes, fiançailles, mariages, etc.